# Pattinaggio di figura ai V Giochi olimpici invernali - Pattinaggio di figura a coppie
La competizione del pattinaggio di figura a coppie dei V Giochi olimpici invernali si è svolta il giorno 7 febbraio 1948 all'Olympic Ice Rink di Sankt Moritz.

## Risultati
La classifica finale è stata determinata dalla regola della maggioranza dei piazzamenti ottenuti dai singoli undici giudici. Se un pattinatore è stato al primo posto per la maggioranza dei giudici, il pattinatore è classificato primo, il processo è stato poi ripetuto per ogni posto. Se vi era parità si teneva conto di: 1) Totale ordinali, 2) Punti totali, 3) Punti Figure obbligatorie.

### Classifica finale
| Pos.    | Atleta                                     | Nazione        | Piaz. | PO    | PT     |
| ------- | ------------------------------------------ | -------------- | ----- | ----- | ------ |
| Oro     | Micheline Lannoy Pierre Baugniet           | Belgio         | 7×1º  | 17,5  | 11,227 |
| Argento | Andrea Kékesy Ede Király                   | Ungheria       | 10×3º | 26,0  | 11,109 |
| Bronzo  | Suzanne Morrow Wallace Diestelmeyer        | Canada         | 8×3º  | 31,0  | 11,000 |
| 4       | Yvonne Sherman Robert Swenning             | Stati Uniti    | 10×5º | 53,0  | 10,581 |
| 5       | Winnifred Silverthorne Dennis Silverthorne | Gran Bretagna  | 6×5º  | 53,0  | 10,572 |
| 6       | Karol Kennedy Peter Kennedy                | Stati Uniti    | 8×6º  | 59,5  | 10,536 |
| 7       | Marianna Nagy László Nagy                  | Ungheria       | 7×8º  | 89,0  | 9,909  |
| 8       | Jennifer Nicks John Nicks                  | Gran Bretagna  | 7×9º  | 98,0  | 9,700  |
| 9       | Herta Ratzenhofer Emil Ratzenhofer         | Austria        | 6×11º | 111,5 | 9,436  |
| 10      | Margot Walle Allan Fjeldheim               | Norvegia       | 6×10º | 118,5 | 9,281  |
| 11      | Susanne Giebisch Helmut Seibt              | Austria        | 8×11º | 117,5 | 9,290  |
| 12      | Luny Unold Hans Kuster                     | Svizzera       | 6×11º | 120,0 | 9,281  |
| 13      | Grazia Barcellona Carlo Fassi              | Italia         | 6×11º | 121,5 | 9,263  |
| 14      | Denise Favart Jacques Favart               | Francia        | 7×13º | 139,0 | 8,700  |
| -       | Blažena Knittlová Karel Vosátka            | Cecoslovacchia | DNF   | DNF   | DNF    |